# Kažun

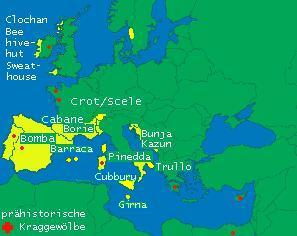
Verbreitung rustikaler Kraggewölbebauten

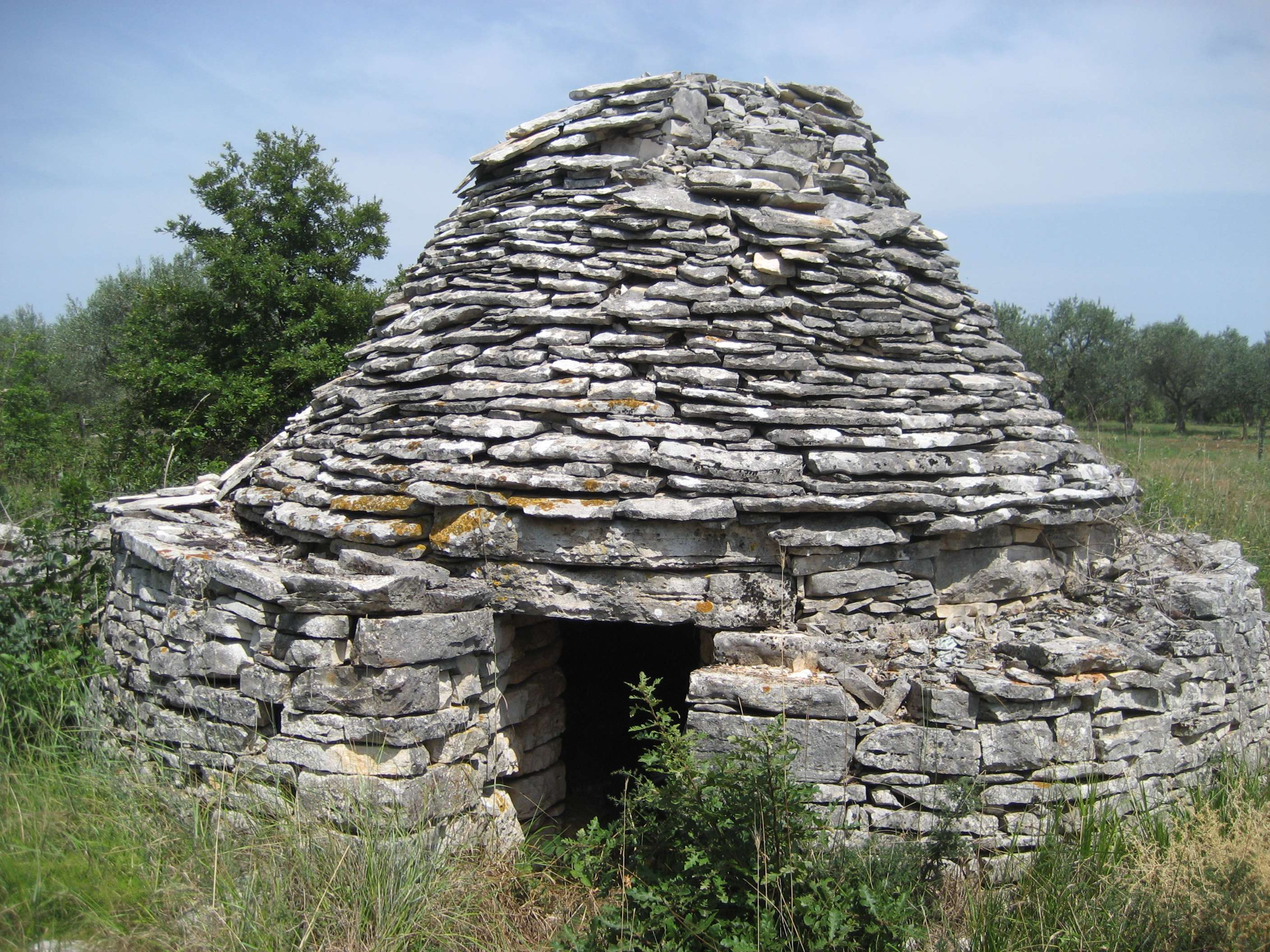
Kažun

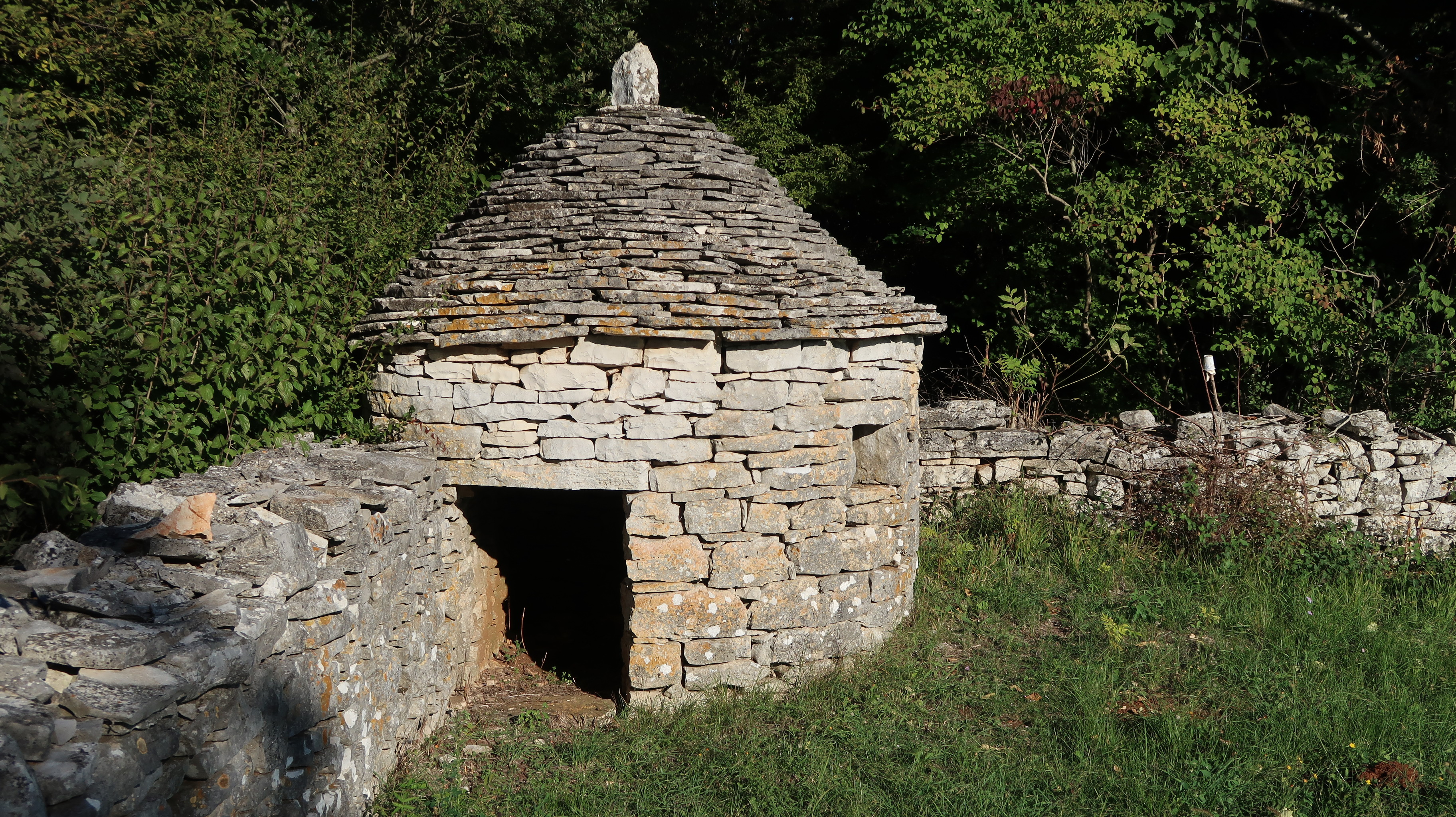
Kažun als Eckbegrenzung in einer Trockenmauer in Kanfanar

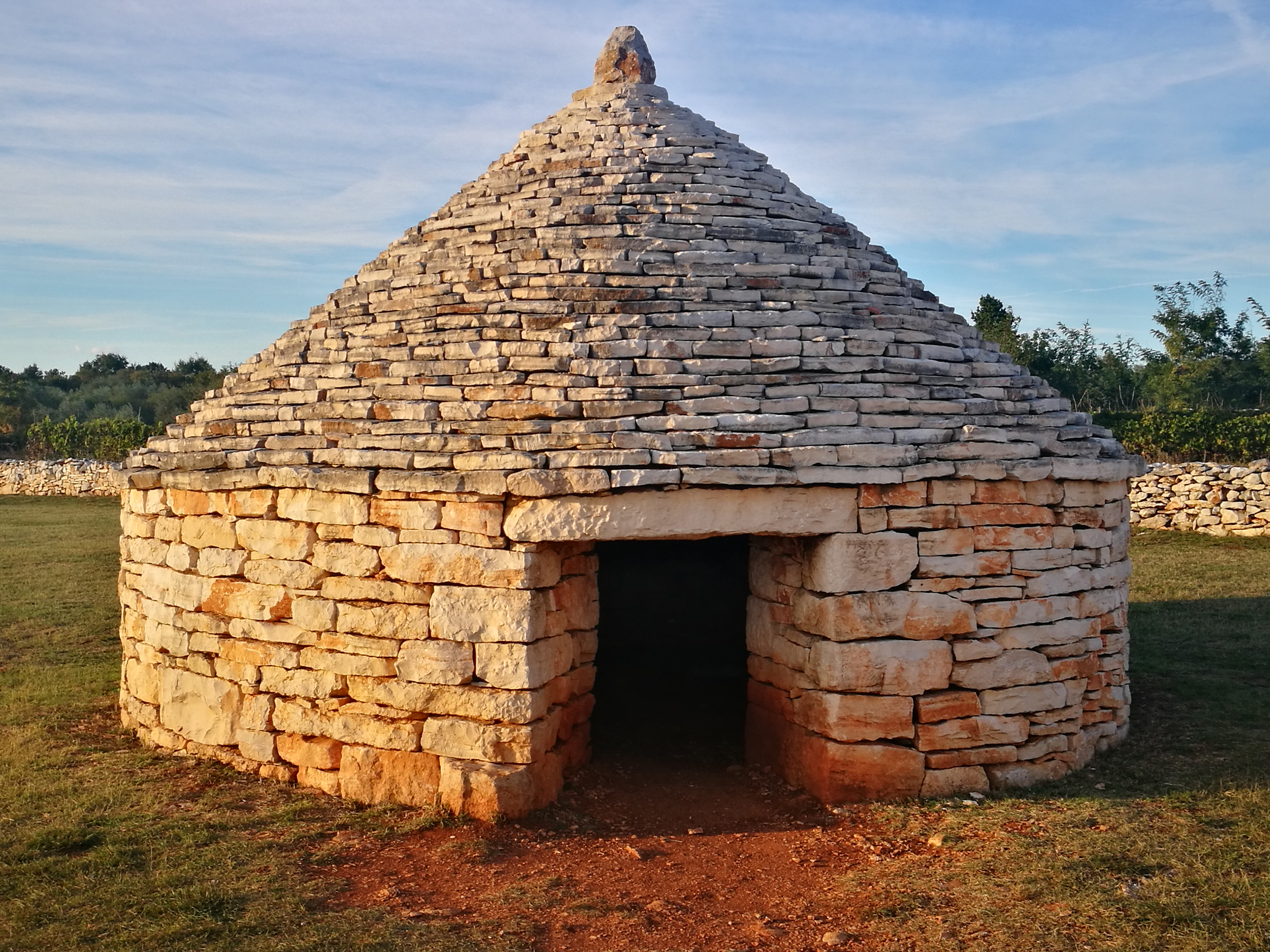
Kažun im „Park der Steinhütten“ bei Vodnjan

Das Kažun (plur. Kažuni) ist eine im kroatischen Teil Istriens vorkommende Art eines aus Trockenmauerwerk errichteten bis zu 30 m² großen runden oder eckigen Steingebäudes mit einer Kraggewölbedecke.

## Beschreibung
Die Kažuni dienten den Bauern und Hirten früher als Unterschlupf. Ihre Besonderheit ist, dass sie wie die Tholos-Bauten in anderen europäischen Ländern (Borie, Girna usw.) eine aus der Vorzeit überkommene Architektur darstellen, die aus unbearbeiteten Feldsteinen errichtet wurde. Die Herkunft des Kažun kann nicht mit einer ethnischen Gruppe in Verbindung gebracht werden.
Am häufigsten trifft man auf die einräumigen Bauten im südlichen und westlichen Teil Istriens. Runde Kažuni sind typisch für das südliche Istrien, viereckige Formen trifft man in Nordistrien, vor allem im Gebiet um Poreč. Die Vorzeitarchitektur ist weder in der Zeit der Römer noch unter anderen Einflüssen verschwunden und bis heute in ihrer ursprünglichen Form erhalten geblieben.

## Forschung
Ihre archäologische, architektonische und völkerkundliche Relevanz wurde seit der Mitte des 19. Jahrhunderts erforscht. Der deutsche Gelehrte Gerhard Rohlfs forschte mehr als 30 Jahre über Strukturen mit kuppelförmigen Decken in Europa. 1957 veröffentlichte er das Ergebnis in dem Buch: Primitive Kuppelbauten in Europa. Er vermittelt Informationen über ähnliche Hütten (Trullo) in Italien, auf Sardinien, in Spanien, Portugal, Frankreich, Irland, auf den Hebriden und in anderen Ländern. Er zeigte mittels Vergleich auf, wie sehr das alte Europa von kuppelförmigen Deckenbauten überzogen war. 
Eine andere an der östlichen Adriaseite, insbesondere in Dalmatien, verbreitete Form des rustikalen Kraggewölbebaus ist die Bunje.

### Park der Steinhütten
In und um die Stadt Vodnjan gibt es die größte Dichte an Kažuni im gesamten mediterranen Raum.
An der Straße nach Bale befindet sich der Park der Steinhütten. In dem kleinen Freilichtmuseum werden Kažuni in verschiedenen Bauphasen gezeigt.